# John Wolcott Stewart
John Wolcott Stewart, ameriški odvetnik in politik, * 24. november 1825, Middlebury, Vermont, † 29. oktober 1915, Middlebury, Vermont.